# زنبق توری
زنبق توری (نام علمی: Iris  reticulata) یکی از گونه‌های سردهٔ زنبق است. ارتفاع گیاه ۱۰ سانتیمتر است. برگ های باریک چهار گوش به عرض ۱ و نیم تا ۳ میلی‌متر و پوشینه‌های الیافی توری پیاز این گونه از سایر گونه‌های زنبق ایرانی متمایز است. رنگ گل‌های آن خیلی متغیر بوده و از رنگ بنفش ارغوانی تیره تا قدری بنفش آبی کمرنگ یا سفید با خال‌ها یا لکه‌های بنفش دیده می‌شود و همیشه در امتداد وسط آویزه‌های گل این گونه کاکلی یا یالی به رنگ زرد طلایی وجود دارد. در غرب کشور واریته‌ای از این گونه دارای برگ های ۸ گوش بنام bakeriana دیده می‌شود. این گونه هم در سلسله جبال زاگرس و هم در سمت شمالی کوه های البرز از ارتفاع ۶۰۰ تا ۲۷۰۰ متر روئیده و اغلب در کنار برف‌های در حال ذوب گل می‌دهد. فصل گلدهی فروردین تا اردیبهشت است.